# Gray’s Inn

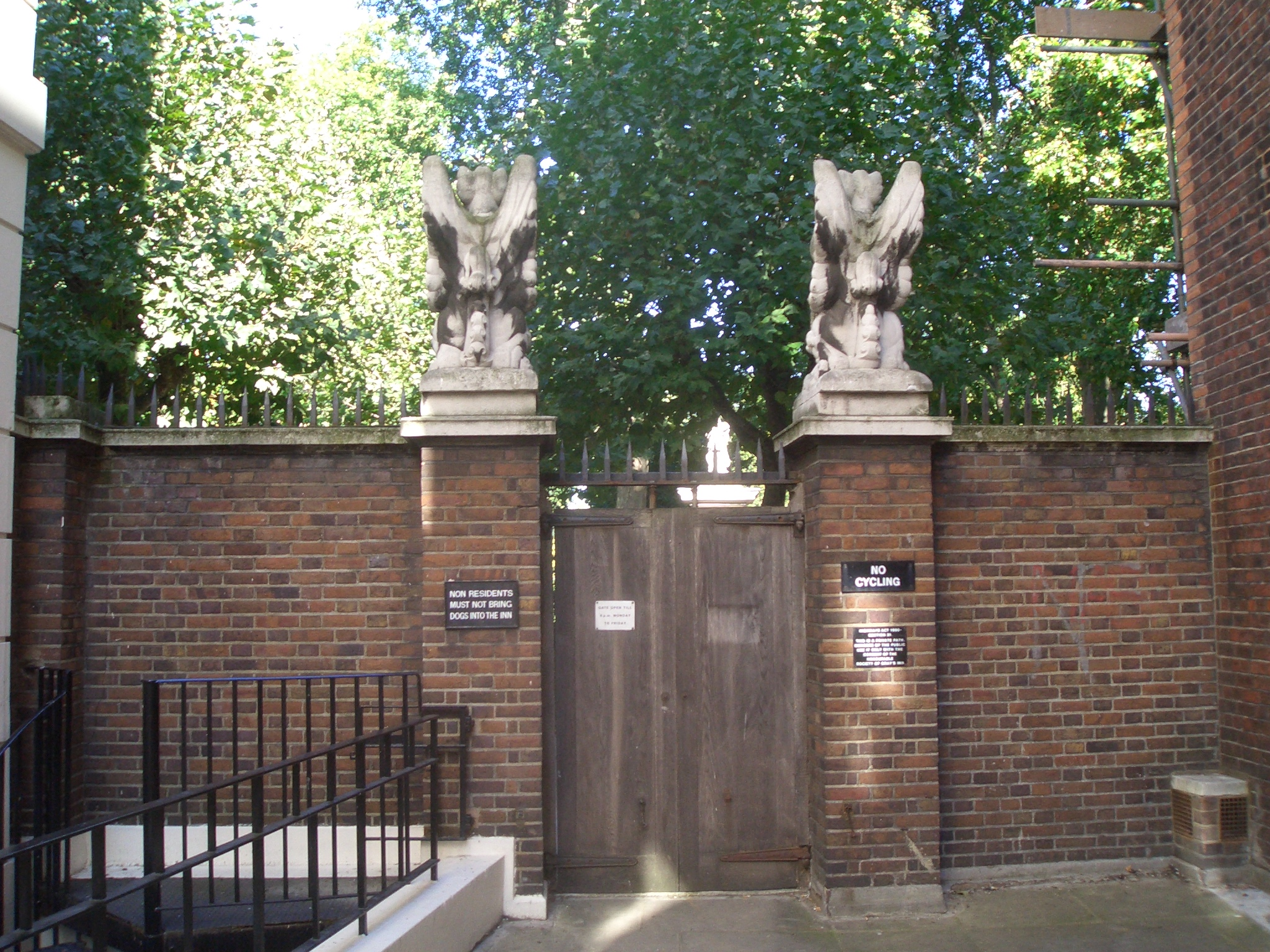
Eingang zu Gray’s Inn

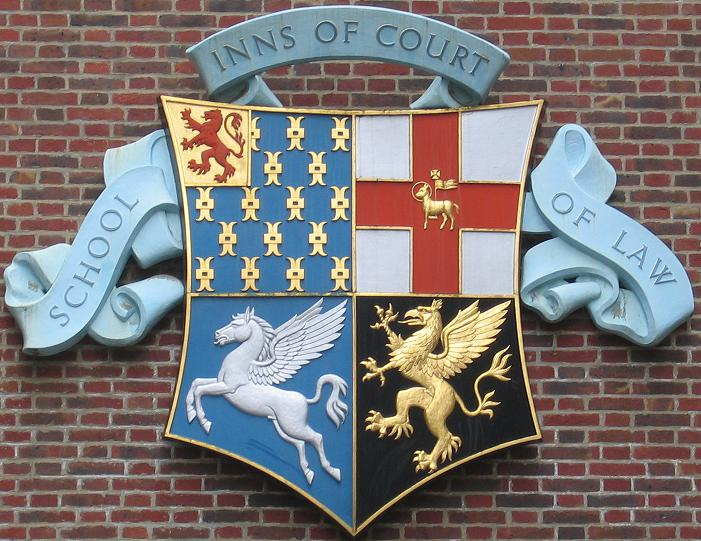
Gemeinsames Wappen der vier Anwaltskammern. Gray’s Inn ist unten rechts (heraldisch unten links) dargestellt.

Gray’s Inn, bzw. die Honourable Society of Gray’s Inn, ist eine der vier englischen Anwaltskammern (Inns of Court) für Barrister in England. Außerdem bezieht sich der Begriff Gray’s Inn auch auf den Gebäudekomplex, in dem diese Kammer seit dem 14. Jahrhundert beheimatet ist. 1882 wurde in seiner Nähe das Hauptgebäude der königlichen Gerichtshöfe (Royal Courts of Justice) errichtet.
Inn (oder hospitium) bedeutet in diesem Zusammenhang ein Stadthaus oder eine Pension, insbesondere in der Ursprungszeit eine Pension für Studenten, die hier Rechtswissenschaften studierten. Seit Mitte des 19. Jahrhunderts werden hier keine Studenten mehr ausgebildet. Das Wappen des Gray’s Inn zeigt einen Greif (griffin), der der Stätte seinen Namen gab.
Der Wahlspruch der Kammer lautet: Integra Lex Aequi Custos Rectique Magistra Non Habet Affectus Sed Causas Gubernat (auf Deutsch: Unparteiische Gerechtigkeit, Wachen über die Gleichheit, Herrschen über das Gesetz, ohne Furcht noch Vorlieben regelt der Menschen Geschicke zum Besten).

## Geschichte
Die Hauptgebäude von Gray’s Inn reichen zur Familie Grey bis ins frühe 13. Jahrhundert zurück, die früh in Staatsdiensten stand und nach dem Erlass von Edward I., der Trennung von kirchlichem und weltlichen Recht, junge Männer in Rechtsdingen ausbildete. Schon 1395 kann man in der Familienchronik den Begriff 'Greysin' finden. Wann die Honourable Society of Gray’s Inn gegründet wurde, ist jedoch unbekannt. 1505 verkaufte die Familie die Gebäude und die Society mietete sich dieselben dann von den Mönchen von Sheen, den neuen Eigentümern. Frühe Schriften der Gesellschaft sind verbrannt, dennoch ist aus anderen Zeugnissen bekannt, dass viele namhafte Elisabethaner dieser Gesellschaft angehörten wie beispielsweise Sir Francis Walsingham, der Gründer des englischen Geheimdienstes unter Königin Elisabeth I. oder Sir Philip Sidney, einer der ersten englischen Prosaschriftsteller. Königin Elisabeth I., die die Gesellschaft förderte, wurde in Schriften als Good Queen Bess bezeichnet. Wie in den anderen Inns of Court wurden hier unter den Studenten viele Feste gefeiert und Theater gespielt, ein Treiben, an dem die Königin gerne teilnahm. Hier wurde unter anderem William Shakespeares Die Komödie der Irrungen (The Comedy of Errors) 1594 uraufgeführt.

## Berühmte Mitglieder (Auswahl)
Gray’s Inn hat viele berühmte Mitglieder, unter anderem gehört der Kammer als leitendes Mitglied einer speziellen Menschenrechtskanzlei (Matrix Chambers) Cherie Booth KC, die Frau von Tony Blair an.
Im 16. Jahrhundert lebte der berühmte Philosoph, Rechtsgelehrte und Wissenschaftler Sir Francis Bacon im Gray’s Inn, er unterrichtete und begründete mit seinen Experimenten die Methode der Empirie und mit ihr die modernen Wissenschaften.
Weitere berühmte Mitglieder der Society waren unter anderem Thomas Cromwell, 1. Earl of Essex, Sir Francis Walsingham, Sir Philip Sidney, Sir Winston Churchill, Franklin D. Roosevelt, Edward Heath und Charles, Prince of Wales. Heutzutage müssen Mitglieder, die hier ausgebildet werden, an etwa zwölf Abendessen teilnehmen, bei denen die Tradition gilt, dass niemand während des Essens bis zum Anstecken der ersten Zigarette nach dem Essen, das übrigens feierlich erbeten werden muss, austreten darf. Daran zeige sich, ob man eine lange Gerichtssitzung ohne Pause durchsteht.
Der Speisesaal des Gray’s Inn, mit seiner berühmten gotischen Holzbalkendecke, wurde im Zweiten Weltkrieg zerstört, ist aber wieder rekonstruiert worden und eine bekannte Sehenswürdigkeit.

## Lage
Gray’s Inn, auch Northern Inn genannt, ist die am nördlichsten gelegene der vier Anwaltskammern.
Gray’s Inn und Lincoln’s Inn liegen in der London Borough of Camden (früher in den Borough of Holborn), an der Grenze der City of London. Sie haben keinen eigenen juristischen Status.
Die nächste U-Bahn-Station ist Chancery Lane.